# حشيشة الرئة

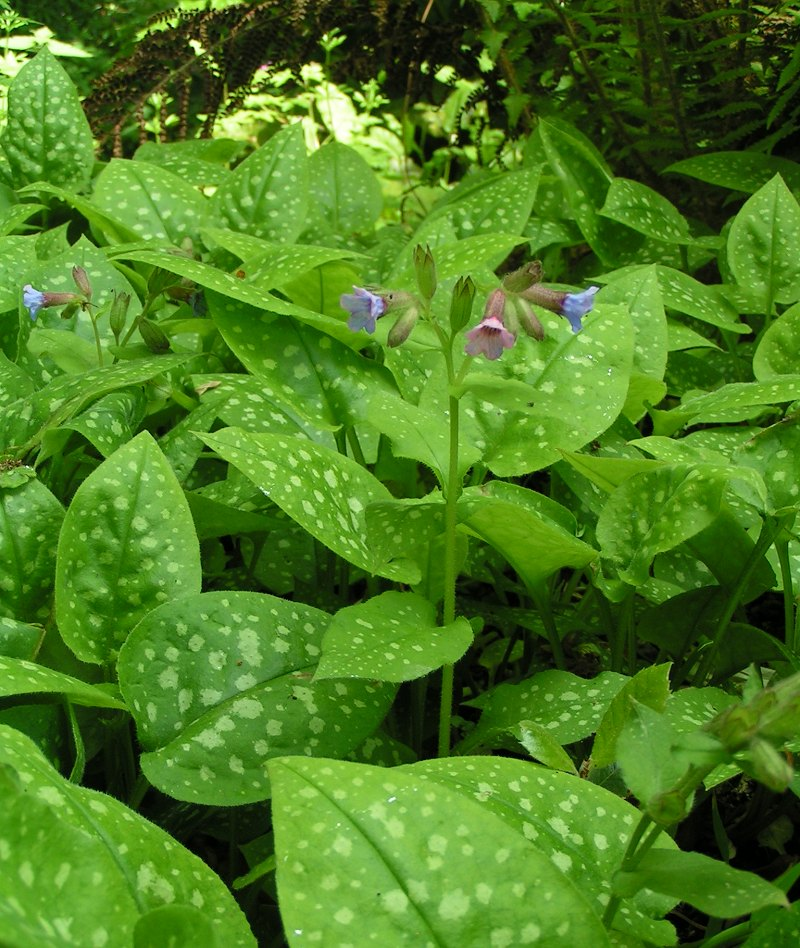

حشيشة الرئة أو شتلة الرئة أو حشيشة الرئة المخزنية (الاسم العلمي: Pulmonaria  officinalis)، هو نبات ينتمي إلى حمحمية (فصيلة: Boraginaceae).

## معرض صور

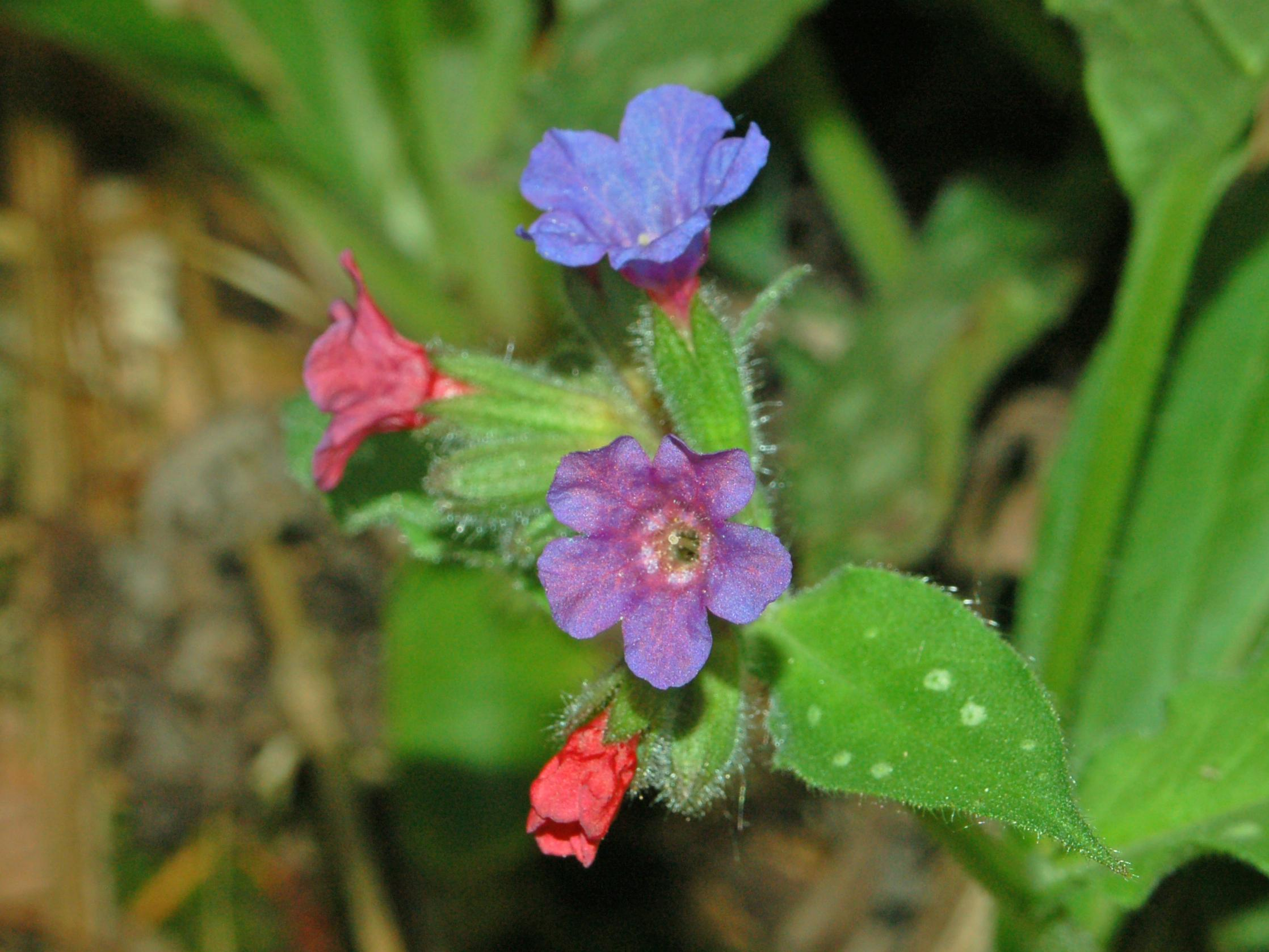
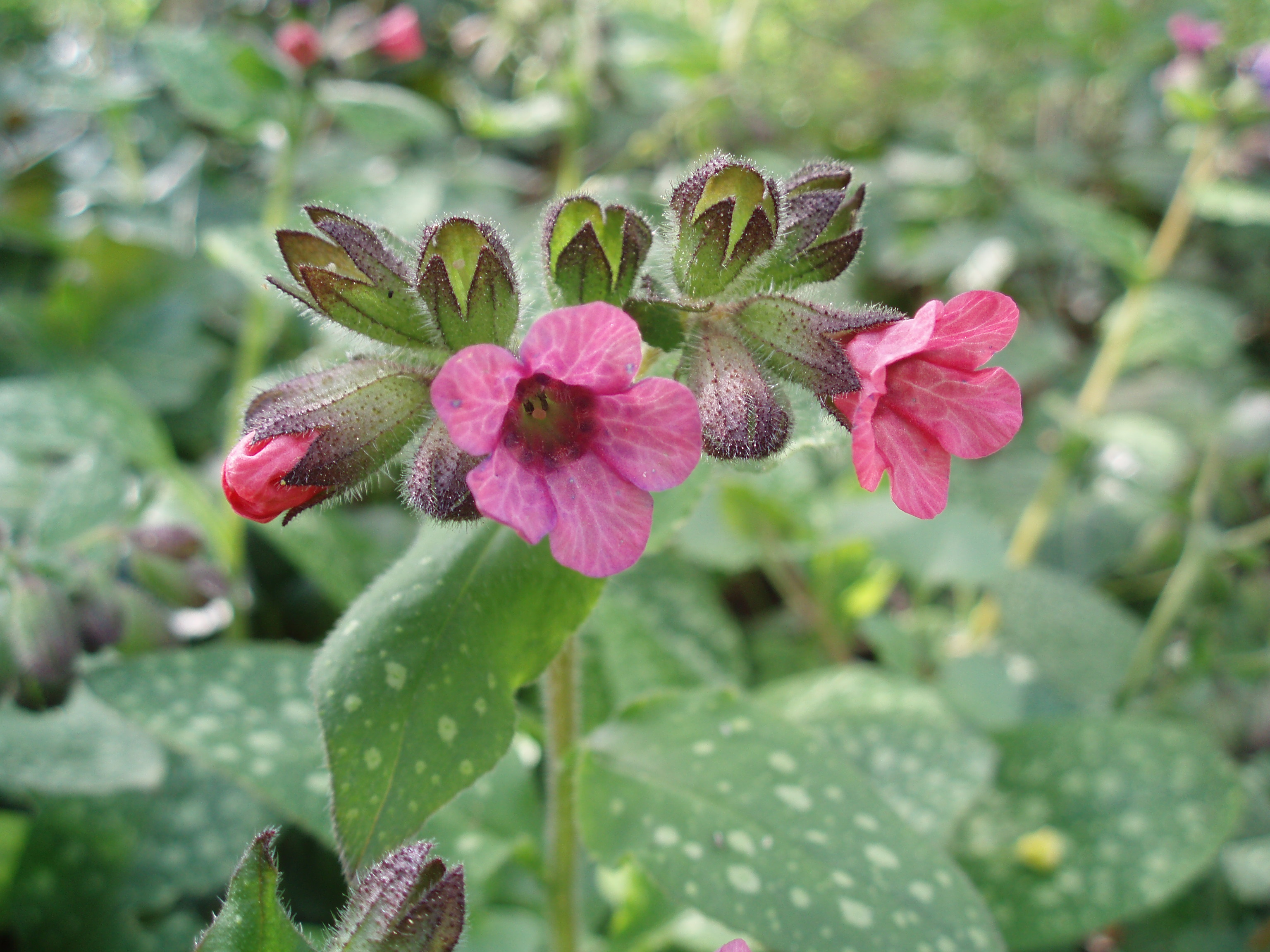
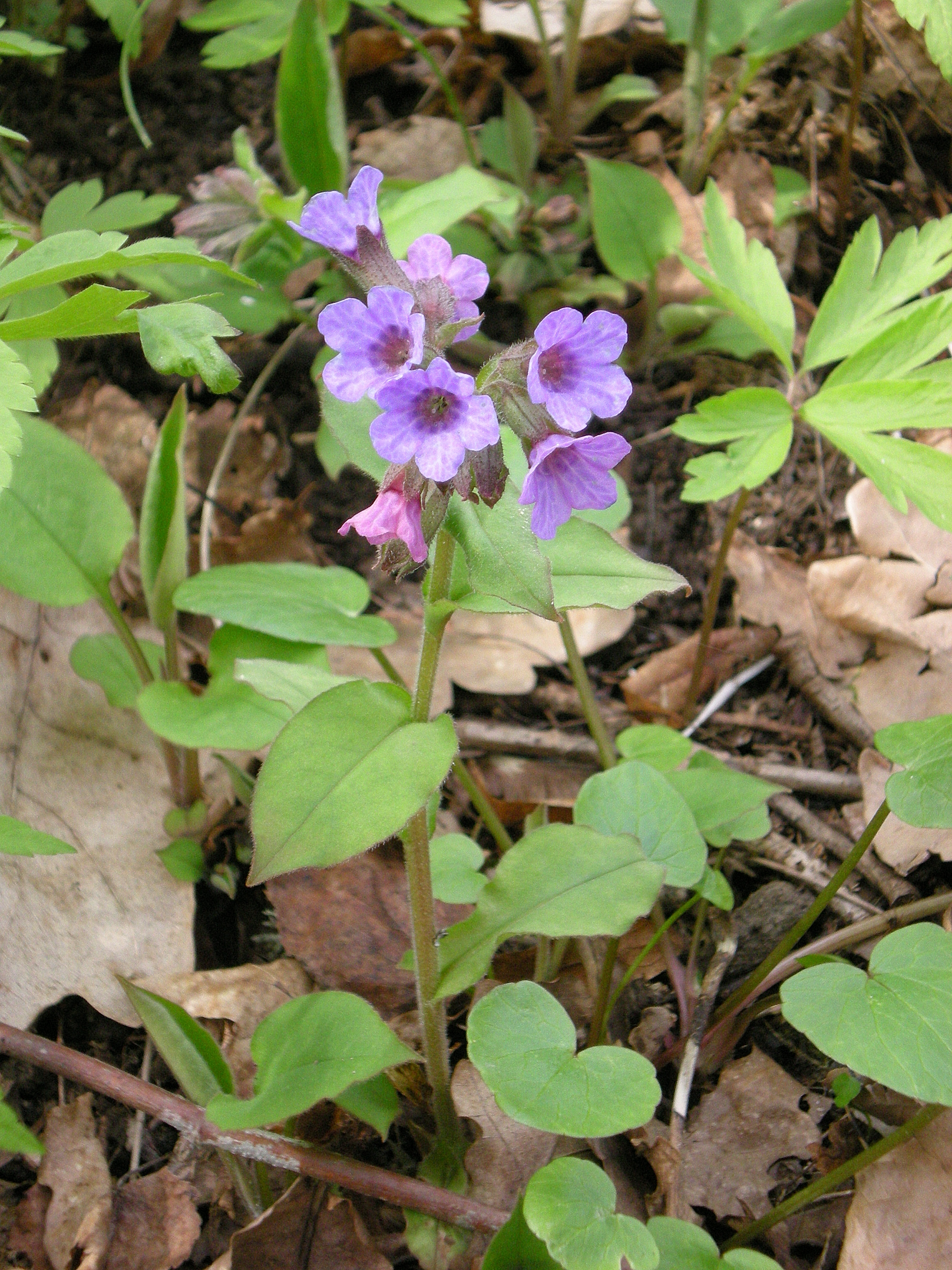
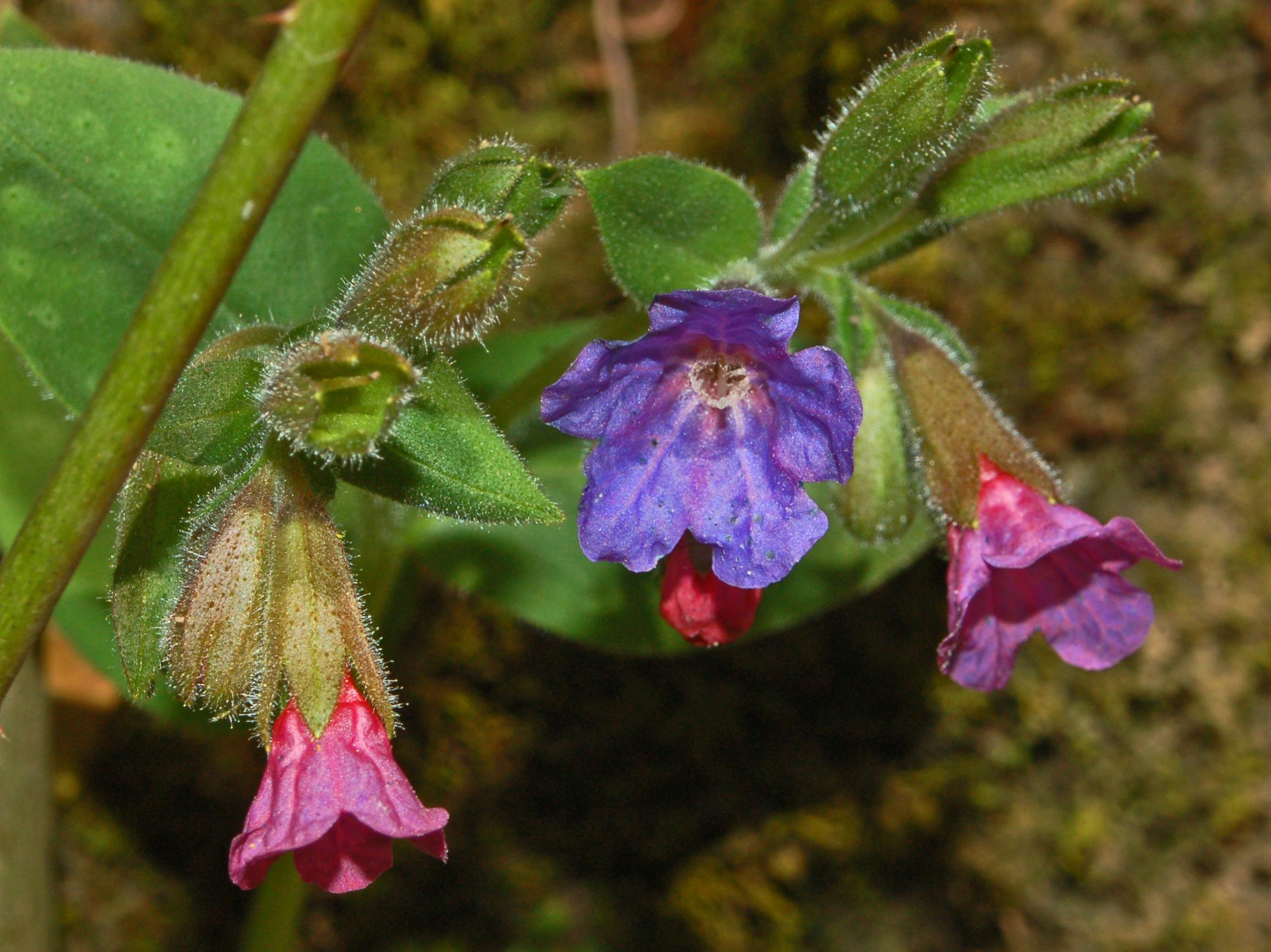
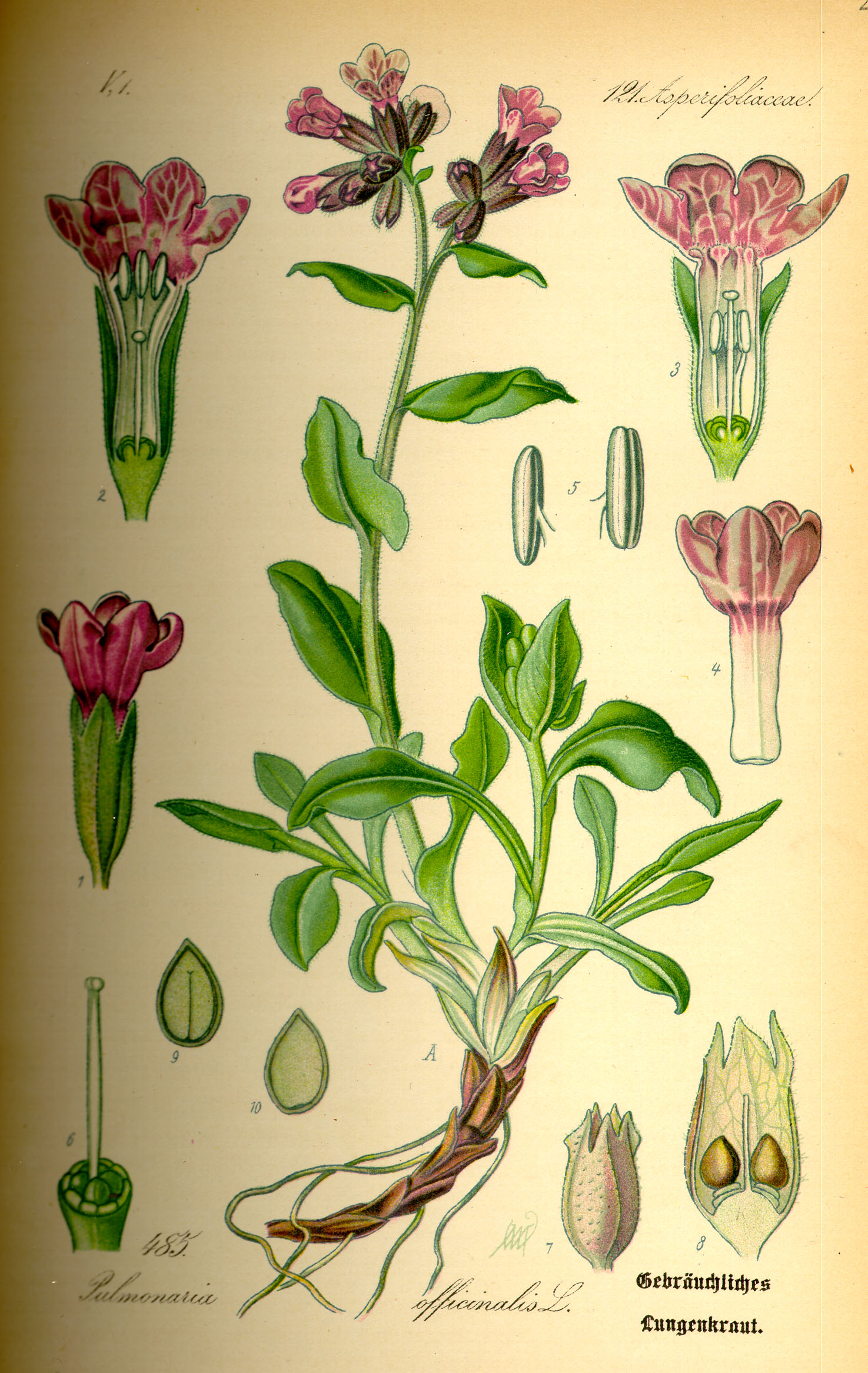
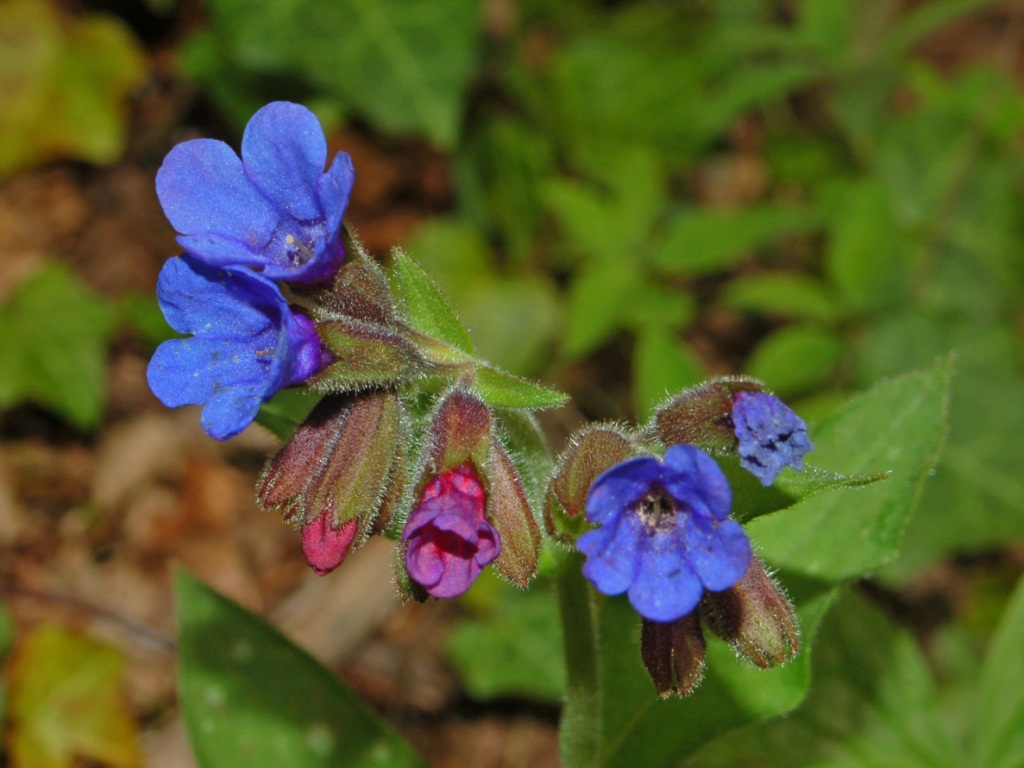